# Тейлор, Роджер Эндрю
Ро́джер Э́ндрю Те́йлор (англ. Roger Andrew Taylor, род. 26 апреля 1960) — британский музыкант, наиболее известный как ударник группы Duran Duran с момента её основания до 1985 года и с 2001 года по настоящее время.

## Биография
Роджер Эндрю Тейлор родился в скромной семье и до 11 лет воспитывался в районе Шард-Энд Бирмингема, а затем с семьей перебрался в Касл-Бромвич (Хоторн-Роуд, 15). Его отец работал в автомобильной промышленности. Роджер начал играть на барабанах примерно в возрасте 12 лет, обучался по песням из своих любимых пластинок. Его первой мечтой было стать вратарем в футбольном клубе «Астон Вилла», в детстве отец брал его с собой на каждый домашний матч. В конце концов, он сыграет в «Вилла Парк», но не в качестве вратаря, а как барабанщик Duran Duran для их благотворительного концерта в 1983 году. Первое время Тейлор набивал руку, исполняя каверы на треки барабанщиков Пола Томпсона из Roxy Music, Чарли Уоттса из The Rolling Stones и Тони Томпсона из Chic.
Прежде чем присоединиться к Duran Duran, Тейлор выступал школьной (школа Парк-Холл в Касл-Бромвич, Уорикшир) и в местных клубных группах. После того, как был вдохновлен панк-группами, игравших в бирмингемском клубе «Барбареллас», он сформировал группу Scent Organs, работавшую на стыке новой волны и панка, которая стала региональными финалистами молодёжного конкурса в «Мелоди Мейкер» в 1978 году. После распада группы в 1979 году он присоединился к Duran Duran. Там он прослыл тихоней, с его слов, он всегда предпочитал говорить через свои барабаны.
Играл в группе Duran Duran с момента основания, благодаря чему получил международную известность. Как ударник участвовал в записи трёх студийных альбомов: Duran Duran, Rio и Seven and the Ragged Tiger — и одного концертного, Arena. В 1985 году вместе с группой записал музыкальную тему для фильма «Бондианы» «Вид на убийство», поднявшуюся на первую строчку хит-парада США и ставшей единственной темой Бонда, достигшей подобного успеха. Однако из-за напряжённого графика и избыточного внимания в июле 1985 года Тейлор последний раз выступил в составе группы на благотворительном концерте «Live Aid» на стадионе Джона Ф. Кеннеди в Филадельфии и взял перерыв. За этот период группа завоевала две премии «Грэмми».
В 1994 году Тейлор снова сыграл с Duran Duran, записав три композиции, из которых две вошли в альбом Thank You.
В 2001 году Duran Duran, воссоединились в прежнем составе, и Тейлор снова занял место ударника. В этом составе был записан успешный альбом Astronaut.